# Jan Swantek
Jan Franciszek Swantek (Cheshire, 15 maggio 1933 – Scranton, 7 gennaio 2022) è stato un vescovo vetero-cattolico statunitense.
È stato vescovo superiore della Chiesa cattolica nazionale polacca (PNCC) tra il 1985 e il 2002. Come suo successore a quel ruolo è stato eletto nel 2002 Robert Nemkovich. Durante il suo ministero di superiore ha fortemente contrastato l'ordinazione delle donne ed il matrimonio di coppie omosessuali.
Fu eletto vescovo nel corso del XV sinodo della Chiesa cattolica nazionale polacca, e consacrato il 30 novembre 1978 nella Cattedrale di San Stanislao a Scranton per mano di Francis Rowinski, coadiuvato da Thaddeus Zielinski, Anthony Rysz e Joseph Niemiński. Nella stessa cerimonia furono consacrati all'episcopato anche Tomasz Gnat e Joseph Zawistowski.
Il XVII sinodo lo elesse nel 1985 vescovo superiore.

## Genealogia episcopale
La genealogia episcopale è:
CHIESA CATTOLICA
- Cardinale Scipione Rebiba
- Cardinale Giulio Antonio Santori
- Cardinale Girolamo Bernerio, O.P.
- Arcivescovo Galeazzo Sanvitale
- Cardinale Ludovico Ludovisi
- Cardinale Luigi Caetani
- Vescovo Giovanni Battista Scanaroli
- Cardinale Antonio Barberini iuniore
- Arcivescovo Charles-Maurice le Tellier
- Vescovo Jacques Bénigne Bossuet
- Vescovo Jacques de Goyon de Matignon
- Vescovo Dominique Marie Varlet

CHIESA ROMANO-CATTOLICA OLANDESE DEL CLERO VETERO EPISCOPALE
- Arcivescovo Petrus Johannes Meindaerts
- Vescovo Johannes van Stiphout
- Arcivescovo Walter van Nieuwenhuisen
- Vescovo Adrian Jan Broekman
- Arcivescovo Jan van Rhijn
- Vescovo Gisbert van Jong
- Arcivescovo Willibrord van Os
- Vescovo Jan Bon
- Arcivescovo Johannes van Santen

CHIESA CATTOLICA NAZIONALE POLACCA
...
- Vescovo Francis Rowinski
- Vescovo Jan Swantek